# 蘿拉·佛萊瑟
蘿拉·佛萊瑟（英語：Laura Fraser，1975年7月24日—）是一名蘇格蘭女演員。她知名於在尼爾·蓋曼開創的BBC2都市奇幻迷你劇《無有鄉》（1996年）中飾演多爾（Door）、在中世紀動作喜劇片《狂野武士》（2001年）中飾演凱特（Kate）、在BBC Three劇情電視劇《唇齒之間》（2010–2012年）中飾演凱特·麥坎西（Cat MacKenzie）以及在AMC犯罪劇情電視劇《絕命毒師》（2012–2013年）和衍生劇《絕命律師》（2017–2020年）中飾演莉蒂亞·羅達特-奎爾。

## 早年生活
蘿拉·佛萊瑟在1975年7月24日出生於蘇格蘭格拉斯哥，是編劇和實業家艾利斯特·佛萊瑟（Alister Fraser）與大學講師和護士蘿絲·佛萊瑟（Rose Fraser）的女兒。她就讀於山頭高中，亦是蘇格蘭青年劇院的前成員。高中畢業後，她在蘇格蘭皇家音樂及戲劇學院（Royal Scottish Academy of Music and Drama）（現為蘇格蘭皇家音樂學院）接受訓練。

## 職業生涯
1996年，佛萊瑟在蘇格蘭劇情片《現代鬥魚》中飾演喬安·麥嘉溫（Joanne Macgowan），是她演藝生涯的首個角色。她的第一個重大突破是在同年由尼爾·蓋曼開創的BBC2都市奇幻迷你劇《無有鄉》中飾演一名年輕的地下女貴族多爾（Door）。
1999年，她在改編自威廉·莎士比亚悲劇作品《泰特斯·安特洛尼克斯》的史詩時代劇情片《戰士終結者》中飾演拉維妮亞（Lavinia），該角色是泰特斯·安特洛尼克斯（由安東尼·霍普金斯飾演）的女兒和巴西安（Bassianus，由詹姆士·弗萊恩飾演）的未婚妻。2001年，她在中世紀動作喜劇片《狂野武士》中飾演一名不被其他頭髮花白的鄉村鐵匠們認真對待的女鐵匠凱特（Kate）。她出演過的電影還有《鐵面人》（1998年）、《電子情人》（1999年）、《鬥陣來輸贏》（1999年）、《香草天空》（2001年）、《迷惘十六年》（2003年）和《蘇格蘭飛人》（2006年）等。
2008年，佛萊瑟在BBC One電視電影《白衣天使：南丁格爾》中飾演標題角色弗羅倫斯·南丁格爾。2010–2012年，她在BBC Three劇情電視劇《唇齒之間》中飾演凱特·麥坎西（Cat MacKenzie）；她曾透露連續拍攝多場女同性戀性愛場面讓她感覺像是在拍一部色情電影。2010年12月，她被宣布將在Showtime間諜政治驚悚劇《反恐危機》的試播集中飾演潔西卡·布洛迪，但該角色後來在劇中由莫雷纳·巴卡林取代飾演，她在得知消息後感覺有點心碎。
2012–2013年，她在AMC犯罪劇情電視劇《絕命毒師》的最後一季中飾演莉蒂亞·羅達特-奎爾。劇中羅達特-奎爾明面上是合法企業牧歌電氣集團（Madrigal Electromotive）的行政主管，但枱面下卻是毒梟葛斯·弗林（由吉安卡洛·伊坡托飾演）大規模毒品行動的合夥人，負責為他供應生產冰毒所需的化學品和器材，更在後來成為主角華特·懷特（由布莱恩·科兰斯顿飾演）的新經銷商。2017–2020年，她在衍生劇《絕命律師》中回歸客串飾演該角色。
2016年，佛萊瑟在BBC One迷你劇《誰是兇手》中飾演茱麗葉·華麗絲偵緝總督察（DCI Juliet Wallis）。同年，她在BBC One懸疑驚慄劇《疑蹤》中飾演一名女憲兵伊芙·史東中士（Sergeant Eve Stone）。2017年，她在ITV犯罪劇情迷你劇《尼斯湖謎案》中飾演安妮·瑞福偵緝警長（DS Annie Redford）。

## 個人生活
2003年，佛萊瑟與爱尔兰出生的美国演員兼作家卡爾·吉爾利結婚。他們在2006年5月生下女兒莉拉·吉爾利（Lila Geary），一家人現住在紐約上州伍德斯托克的附近。
她非常喜歡HBO電視劇《冰與火之歌：權力遊戲》，除了會一晚追看三集之外，更笑言希望能飾演劇中傑克·格利森的角色喬佛里·拜拉席恩。

## 作品列表

### 電影
| 年份 | 標題                     | 角色                   | 附註       |
| ---- | ------------------------ | ---------------------- | ---------- |
| 1995 |                          | 紅帽（Red Riding Hood）               | 短片       |
| 1996 | 《現代鬥魚》             | 喬安·麥嘉溫（Joanne Macgowan）        |            |
| 1997 | 《巴黎，布里克斯頓》     | 亞曼達（Amanda）             | 短片       |
| 1998 | 《歲月留痕》             | 查雅·西爾伯施密特（Chaya Silberschmidt）  |            |
| 1998 | 《鐵面人》               | 臥室美人               |            |
| 1998 | 《情場女贏家》           | 瑪麗葉（Mariette）             |            |
| 1998 | 《傑克離婚》             | 瑪格麗特（Margaret）           |            |
| 1999 | 《電子情人》             | 潔絲汀·愛麗絲·帕克（Justine Alice Parker） |            |
| 1999 | 《鬥陣來輸贏》           | 蘿絲瑪麗·貝莉（Rosemary Bailey）      |            |
| 1999 | 《哈羅德史密斯外傳》     | 喬安娜·羅賓森（Joanna Robinson）      |            |
| 1999 | 《戰士終結者》           | 拉維妮亞（Lavinia）           |            |
| 2000 | 《哈啦英國派》           | 甘蒂絲（Candice）             |            |
| 2001 | 《狂野武士》             | 凱特（Kate）               |            |
| 2001 | 《香草天空》             | 未來（The Future）               |            |
| 2003 | 《紅色黑手黨》           | 卡蒂亞·帕斯克維奇（Katya Paskevic）  |            |
| 2003 |                          | 無名氏                 | 短片       |
| 2003 | 《康尼島嬰兒》           | 布莉姬（Bridget）             |            |
| 2003 | 《迷惘十六年》           | 海倫（Helen）               |            |
| 2004 | 《魔鬼之門》             | 瑞秋（Rachael）               |            |
| 2006 | 《盲者之國》             | 瑪德琳（Madeleine）             |            |
| 2006 | 《蘇格蘭飛人》           | 安·歐伯利（Anne Obree）          |            |
| 2006 | 《蓮娜的甜美生活》       | 麗莎·麥金利（Lisa MacKinlay）        |            |
| 2007 |                          | 阿比蓋爾（Abigail）           | 短片       |
| 2009 | 《型男親情日記》         | 凱蒂（Katy）               |            |
| 2009 | 《布穀鳥》               | 波莉（Polly）               |            |
| 2009 | 《聲音》                 | 茱蒂（Judy）               | 短片       |
| 2010 |                          | 女孩＃1                | 短片       |
| 2011 | 《賭注》                 | 海倫（Helen）               |            |
| 2013 | 《願你一切安好》         | 亞曼達·卡德諾（Amanda Cardinal）      |            |
| 2014 | 《夜的姐妹》             | 蘿絲·霍爾（Rose Hall）          |            |
| 2016 | 《連環殺手不是我》       | 艾普爾·克利弗（April Cleaver）      |            |
| 2017 |                          | 塔莉亞（Talia）             |            |
| 2018 | 《雲端》                 | 瑪麗（Mary）               |            |
| 2019 | 《嘻哈路相逢》           | 艾莉森（Alison）             |            |
| 2019 | 《小屋詭事》             | 瑪莎（Martha）               |            |
| 2019 | 《黑暗邂逅》             | 奧莉薇亞·安德森（Olivia Anderson）    |            |
| 2020 | 《雪花球：絕命毒師短片》 | 莉蒂亞·羅達特-奎爾（） | 配音；短片 |

### 電視
| 年份      | 標題                       | 角色                        | 电视频道                                       | 附註                                       |
| --------- | -------------------------- | --------------------------- | ---------------------------------------------- | ------------------------------------------ |
| 1996      | 《塔格特探案》             | 蜜雪兒（Michelle）                  | ITV                                            | 2集：“Devil's Advocate (Part One & Three)” |
| 1996      | 《急診室》                 | 潔瑪·麥肯尼（Gemma McEnery）             | BBC1                                           | 單集：“For Your Own Good”                  |
| 1996      | 《無有鄉》                 | 多爾（Door）                    | BBC2                                           | 迷你劇；主要角色；6集                      |
| 1997      | 《夏日之戀》               | 伊莎貝（Isabel）                  | HTV                                            | 電視電影                                   |
| 1997      | 《調查者》                 | 露易絲·馬修（Louise Marshall）             | 未知                                           | 電視電影                                   |
| 1998      | 《部落》                   | 梅根（Megan）                    | BBC Two                                        | 電視電影                                   |
| 1999      | 《聖誕歡歌》               | 貝兒（Belle）                    | TNT                                            | 電視電影                                   |
| 2000      | 《不厭舊惡》               | 漢娜（Hannah）                    | ITV                                            | 電視電影                                   |
| 2001      | 《靈犬吉姆》               | 哈麗特·柯林斯（Harriet Collins）           | 未知                                           | 電視電影；由BBC電影製作                    |
| 2004      | 《女權天使》               | 桃樂絲·史蒂文斯             | HBO                                            | 電視電影                                   |
| 2004      | 《真愛的代價》             | 艾蜜莉·特里維廉（Emily Trevelyan）         | BBC One                                        | 迷你劇；主要角色；4集                      |
| 2004      | 《誘姦疑雲》               | 露西·羅曼尼斯（Lucy Romanis）           | BBC Three                                      | 迷你劇；主要角色；6集                      |
| 2005      | 《卡薩諾瓦》               | 亨麗埃特（Henriette）                | BBC Three                                      | 迷你劇；主要角色；3集                      |
| 2007      | 《萊辛巴赫瀑布》           | 克拉拉（Clara）                  | BBC Four                                       | 電視電影                                   |
| 2007      | 《跟我傾訴》               | 克萊兒（Claire）                  | ITV                                            | 主要角色；4集                              |
| 2008      | 《受難記》                 | 阿比蓋爾（Abigail）                | BBC One                                        | 單集：“Episode #1.2”                       |
| 2008      | 《白衣天使：南丁格爾》     | 弗羅倫斯·南丁格爾           | BBC One                                        | 電視電影                                   |
| 2009      |                            | 莎拉·魯瑟福（Sarah Rutherford）             | BBC One Scotland                               | 電視電影                                   |
| 2010      | 《單身老爸》               | 麗塔·莫里斯（Rita Morris）             | BBC One                                        | 迷你劇；主要角色；4集                      |
| 2010–2012 | 《唇齒之間》               | 凱特·麥坎西（Cat MacKenzie）             | BBC Three                                      | 主要角色；8集                              |
| 2012–2013 | 《絕命毒師》               | 莉蒂亞·羅達特-奎爾（）      | AMC                                            | 主要角色；12集                             |
| 2014      | 《黑箱》                   | 麗根·布萊克（Regan Black）             | ABC                                            | 主要角色；13集                             |
| 2014      | 《不列顛上空的堡壘》       | 瑪格麗特·華生-瓦特（Margaret Watson-Watt）      | BBC Two                                        | 電視電影                                   |
| 2014      | 《不死法医》               | 派翠西亞·艾伯特（Patricia Abbott）         | ABC                                            | 單集：“The Man in the Killer Suit”         |
| 2015      |                            | 漢娜（Hannah）                    | Amazon Prime Video                             | 電視電影（未發展成影集的試播集）           |
| 2015      | 《法律与秩序：特殊受害者》 | 潔西卡·狄倫教授（Professor Jessica Dillon）         | NBC                                            | 單集：“Devastating Story”                  |
| 2015      | 《魔法師》                 | 女教授                      | Syfy                                           | 單集：“Unauthorized Magic”                 |
| 2015      | 《彼得與溫蒂》             | 達林太太／茱莉·蘿絲（Mrs. Darling / Julie Rose）     | ITV                                            | 電視電影                                   |
| 2016      | 《胡迪尼與道爾》           | 莉蒂亞·貝爾沃（Lydia Belworth）           | - ITV（英國） - FOX（美國） - Global（加拿大） | 迷你劇；單集：“A Dish of Adharma”          |
| 2016      | 《誰是兇手》               | 茱麗葉·華麗絲偵緝總督察（DCI Juliet Wallis） | BBC One                                        | 迷你劇；主要角色；4集                      |
| 2016      | 《疑蹤》                   | 伊芙·史東中士（Sergeant Eve Stone）           | BBC One                                        | 主要角色；8集                              |
| 2017      | 《尼斯湖謎案》             | 安妮·瑞福偵緝警長（DS Annie Redford）       | ITV                                            | 迷你劇；主要角色；6集                      |
| 2017–2020 | 《絕命律師》               | 莉蒂亞·羅達特-奎爾（）      | AMC                                            | 4集                                        |
| 2019–2022 | 《循跡》                   | 莎拉·戈登教授（Prof. Sarah Gordon）           | Alibi                                          | 主要角色；12集                             |
| 2020      | 《異世奇人》               | 凱恩（Kane）                    | BBC One                                        | 系列12；單集：“Orphan 55”                  |
| 2021      | 《默契》                   | 安娜（Anna）                    | BBC One                                        | 主要角色；6集                              |
| 2021–現在 | 《罪》                     | 莎莉·哈特（Sally Hart）               | BritBox／ITVX                                  | 主要角色                                   |

## 獲獎和提名
| 年份 | 獎項             | 類別                            | 提名作品       | 結果 | 附註                   | 來源   |
| ---- | ---------------- | ------------------------------- | -------------- | ---- | ---------------------- | ------ |
| 2006 | 英國學院蘇格蘭獎 | 蘇格蘭電影最佳女主角 （英語：Best Actress in a Scottish Film） | 《蘇格蘭飛人》 | 提名 |                        |        |
| 2013 | 美國演員工會獎   | 劇情類影集最佳整體演出          | 《絕命毒師》   | 提名 | 與劇中其他演員共獲提名 | [ 23 ] |
| 2014 | 美國演員工會獎   | 劇情類影集最佳整體演出          | 《絕命毒師》   | 獲獎 | 與劇中其他演員共同得獎 | [ 24 ] |
| 2017 | 英國學院蘇格蘭獎 | 電視最佳女主角 （英語：Best Actress - Television）       | 《疑蹤》       | 獲獎 |                        | [ 25 ] |

## 外部連結
- 蘿拉·佛萊瑟在互联网电影资料库（IMDb）上的資料（英文）